# Heatwave
Heatwave war eine in den 1970er Jahren sehr erfolgreiche internationale Funkband.
Eines der bekanntesten Stücke von Heatwave ist Boogie Nights, das 1977 auf dem Album Too Hot to Handle erschien. Dessen Komponist Rod Temperton komponierte später für zahlreiche andere Interpreten wie etwa Michael Jackson (Off the Wall (1979) und Thriller (1982)).
Mitglieder der Gruppe waren die Amerikaner Johnnie Wilder, Keith Wilder (1952–2017), der Engländer Rod Temperton (1949–2016), der Schweizer Mario Mantese, der Tschechoslowake Ernest Berger, der Jamaikaner Eric Johns und der Brite Roy Carter.

## Diskografie

### Alben
| Jahr | Titel             | Höchstplatzierung, Gesamtwochen, AuszeichnungChartplatzierungen (Jahr, Titel, Platzierungen, Wochen, Auszeichnungen, Anmerkungen) | Höchstplatzierung, Gesamtwochen, AuszeichnungChartplatzierungen (Jahr, Titel, Platzierungen, Wochen, Auszeichnungen, Anmerkungen) | Höchstplatzierung, Gesamtwochen, AuszeichnungChartplatzierungen (Jahr, Titel, Platzierungen, Wochen, Auszeichnungen, Anmerkungen) | Höchstplatzierung, Gesamtwochen, AuszeichnungChartplatzierungen (Jahr, Titel, Platzierungen, Wochen, Auszeichnungen, Anmerkungen) | Anmerkungen |
| Jahr | Titel             | DE | UK | US | R&B | Anmerkungen |
| ---- | ----------------- | --- | --- | --- | --- | ----------- |
| 1977 | Too Hot to Handle | — | UK46 Silber · (2 Wo.)UK | US11 Platin · (45 Wo.)US | R&B5 (42 Wo.)R&B |             |
| 1978 | Central Heating   | — | UK26 Silber · (15 Wo.)UK | US10 Platin · (26 Wo.)US | R&B2 (28 Wo.)R&B |             |
| 1979 | Hot Property      | — | — | US38 Gold · (14 Wo.)US | R&B16 (16 Wo.)R&B |             |
| 1981 | Candles           | — | UK29 (9 Wo.)UK | US71 (10 Wo.)US | R&B24 (14 Wo.)R&B |             |
| 1982 | Current           | — | — | US156 (6 Wo.)US | R&B21 (14 Wo.)R&B |             |

Weitere Veröffentlichungen
- 1988: The Fire
- 1989: Sound of Soul
- 1997: Live at the Greek Theater
- 1999: Inside Me, Out of Time

### Kompilationen
| Jahr | Titel                                  | Höchstplatzierung, Gesamtwochen, AuszeichnungChartplatzierungen (Jahr, Titel, Platzierungen, Wochen, Auszeichnungen, Anmerkungen) | Höchstplatzierung, Gesamtwochen, AuszeichnungChartplatzierungen (Jahr, Titel, Platzierungen, Wochen, Auszeichnungen, Anmerkungen) | Höchstplatzierung, Gesamtwochen, AuszeichnungChartplatzierungen (Jahr, Titel, Platzierungen, Wochen, Auszeichnungen, Anmerkungen) | Höchstplatzierung, Gesamtwochen, AuszeichnungChartplatzierungen (Jahr, Titel, Platzierungen, Wochen, Auszeichnungen, Anmerkungen) | Anmerkungen |
| Jahr | Titel                                  | DE | UK | US | R&B | Anmerkungen |
| ---- | -------------------------------------- | --- | --- | --- | --- | ----------- |
| 1991 | Gangsters of the Groove – The 90’s Mix | — | UK56 (1 Wo.)UK | — | — |             |

Weitere Kompilationen
- 1979: Rod Temperton
- 1981: Greatest Hits
- 1982: Power Cuts – All Their Hottest Hits
- 1983: Maximum Heat
- 1984: Heatwave’s Greatest Hits
- 1989: Funk Masters
- 1991: Boogie Nights
- 1992: Dance Hits
- 1993: Best Of
- 1994: Always & Forever
- 1996: Always & Forever – The Best of Heatwave
- 2001: Long Long Way 1990–2001
- 2002: The Heritage Collection
- 2005: The Heatwave Collection
- 2007: Best of Heatwave (2 CDs)
- 2010: Too Hot to Handle + Central Heating (2 CDs)

### Singles
| Jahr | Titel Album                                                                  | Höchstplatzierung, Gesamtwochen, AuszeichnungChartplatzierungen (Jahr, Titel, Album, Platzierungen, Wochen, Auszeichnungen, Anmerkungen) | Höchstplatzierung, Gesamtwochen, AuszeichnungChartplatzierungen (Jahr, Titel, Album, Platzierungen, Wochen, Auszeichnungen, Anmerkungen) | Höchstplatzierung, Gesamtwochen, AuszeichnungChartplatzierungen (Jahr, Titel, Album, Platzierungen, Wochen, Auszeichnungen, Anmerkungen) | Höchstplatzierung, Gesamtwochen, AuszeichnungChartplatzierungen (Jahr, Titel, Album, Platzierungen, Wochen, Auszeichnungen, Anmerkungen) | Höchstplatzierung, Gesamtwochen, AuszeichnungChartplatzierungen (Jahr, Titel, Album, Platzierungen, Wochen, Auszeichnungen, Anmerkungen) | Anmerkungen               |
| Jahr | Titel Album                                                                  | DE | UK | US | R&B | Dance | Anmerkungen               |
| ---- | ---------------------------------------------------------------------------- | --- | --- | --- | --- | --- | ------------------------- |
| 1977 | Boogie Nights Too Hot to Handle                                              | DE31 (6 Wo.)DE | UK2 Silber · (14 Wo.)UK | US2 Platin · (27 Wo.)US | R&B5 (27 Wo.)R&B | Dance36 (2 Wo.)Dance |                           |
| 1977 | Too Hot to Handle / Slip Your Disc to This Too Hot to Handle                 | — | UK15 (11 Wo.)UK | — | — | — |                           |
| 1978 | Always and Forever Too Hot to Handle                                         | — | — | US18 Platin · (20 Wo.)US | R&B2 (17 Wo.)R&B | — |                           |
| 1978 | The Groove Line Central Heating                                              | — | UK12 (8 Wo.)UK | US7 Platin · (17 Wo.)US | R&B3 (19 Wo.)R&B | — |                           |
| 1978 | Mind Blowing Decisions Central Heating                                       | — | UK12 (11 Wo.)UK | — | R&B49 (10 Wo.)R&B | — |                           |
| 1978 | Always and Forever / Mind Blowing Decisions (Remix) –                        | — | UK9 Silber · (14 Wo.)UK | — | — | — |                           |
| 1979 | Razzle Dazzle Hot Property                                                   | — | UK43 (5 Wo.)UK | — | — | — |                           |
| 1979 | Eyeballin’ Hot Property                                                      | — | — | — | R&B30 (11 Wo.)R&B | — |                           |
| 1980 | Gangsters of the Groove Candles                                              | — | UK19 (8 Wo.)UK | — | R&B21 (15 Wo.)R&B | Dance74 (3 Wo.)Dance |                           |
| 1981 | Where Did I Go Wrong Candles                                                 | — | — | — | R&B74 (7 Wo.)R&B | — |                           |
| 1981 | Jitterbuggin’ Candles                                                        | — | UK34 (7 Wo.)UK | — | — | — |                           |
| 1982 | Lettin’ It Loose Current                                                     | — | — | — | R&B54 (8 Wo.)R&B | — |                           |
| 1990 | Mind Blowing Decisions (Decision Mix) Gangsters of the Groove – The 90’s Mix | — | UK65 (2 Wo.)UK | — | — | — |                           |
| 1990 | Feel Like Makin’ Love Gangsters of the Groove – The 90’s Mix                 | — | UK90 (1 Wo.)UK | — | — | — | feat. Jocelyn Brown       |
| 2001 | Grooveline –                                                                 | — | — | — | — | Dance24 (10 Wo.)Dance | Pete Lorimer vs. Heatwave |

Weitere Singles
- 1976: Ain’t No Half Steppin’
- 1976: Super Soul Sister
- 1979: One Night Tan
- 1979: Therm Warfare
- 1981: Turn Around
- 1981: Posin’ Till Closin’
- 1982: Look After Love
- 1987: Straight from the Heart
- 1988: Who Dat?

### Videoalben
- 1995: Always and Forever (VCD + CD)
- 2001: Musikladen (Konzert in der TV-Sendung Musikladen, 1976)

## Auszeichnungen für Musikverkäufe
| Goldene Schallplatte - Kanada - 1978: für die Single Boogie Nights |

Anmerkung: Auszeichnungen in Ländern aus den Charttabellen bzw. Chartboxen sind in ebendiesen zu finden.
| Land/RegionAuszeichnungen für Musikverkäufe (Land/Region, Auszeichnungen, Verkäufe, Quellen) | Silber     | Gold     | Platin     | Verkäufe  | Quellen         |
| -------------------------------------------------------------------------------------------- | ---------- | -------- | ---------- | --------- | --------------- |
| Kanada (MC)                                                                                  | —          | Gold1    | —          | 75.000    | musiccanada.com |
| Vereinigte Staaten (RIAA)                                                                    | —          | Gold1    | 5× Platin5 | 6.500.000 | riaa.com        |
| Vereinigtes Königreich (BPI)                                                                 | 4× Silber4 | —        | —          | 620.000   | bpi.co.uk       |
| Insgesamt                                                                                    | 4× Silber4 | 2× Gold2 | 5× Platin5 |           |                 |